# Edgar Puaud
Edgar Puaud (ur. 29 października 1889 w Orleanie, zm. 5 marca 1945 w rejonie Białogardu) – francuski wojskowy (pułkownik), dowódca Legionu Ochotników Francuskich przeciw Bolszewizmowi (LVF) i 33 Dywizji Grenadierów SS „Charlemagne” podczas II wojny światowej.

## Życiorys
Ukończył école militaire Saint Maixent (szkołę wojskową dla podoficerów). Brał udział w I wojnie światowej, początkowo w oddziałach Chasseurs Alpins w stopniu porucznika, a następnie w piechocie jako kapitan. W 1920 roku opuścił armię i zamieszkał w Niort. Po pewnym czasie wstąpił do Francuskiej Akademii Wojskowej w Saint-Cyr. Po jej ukończeniu służył w Legii Cudzoziemskiej w Maroku i Syrii. W 1939 był dowódcą batalionu w stopniu majora. W tym samym roku został komendantem obozu dla zagranicznych ochotników w Septford. Po klęsce Francji i utworzeniu marionetkowego państwa ze stolicą w Vichy w 1940, objął dowodzenie III batalionu 23 Pułku Piechoty, stacjonującego w Montaubaun. W armii Francji Vichy służył do lipca 1942 roku. Wstąpił wówczas do Legion des Volontaires Français Contre le Bolchevisme, zostając dowódcą I, a następnie III batalionu 638 pułku piechoty. Jednocześnie do połowy 1943 pełnił funkcję szefa sztabu formowanego Légion Tricolore, który ostatecznie został przez Niemców rozwiązany. Od połowy 1943 do sierpnia 1944 był dowódcą LVF. 10 sierpnia w stopniu Waffen-Oberführera der SS objął dowodzenie Waffen-Grenadier-Brigade der SS „Charlemagne” (französische nr 1), przeformowanej 10 lutego 1945 roku na 33 Waffen-Grenadier-Division der SS „Charlemagne”. 5 marca zginął podczas walk z Sowietami w rejonie Białogardu prawdopodobnie w wyniku ostrzału artyleryjskiego.
Był odznaczony m.in. Krzyżem Wojennym 1914-1918 i LVF, Krzyżem Żelaznym 1 i 2 klasy, Krzyżem Kombatanta i Legią Honorową.